# Juniorvärldsmästerskapen i konstsim 2001
Juniorvärldsmästerskapen i konstsim 2001 arrangerades mellan den 15 och 19 augusti 2001 i Federal Way i USA. Det var den sjunde upplagan av juniorvärldsmästerskapen i konstsim.

## Resultat
| Gren | Guld | Guld   | Silver | Silver | Brons                                                                                               | Brons  |
| Solo | Anastasia Davydova Ryssland | 91,76  | Anouk Renière-Lafrenière Kanada                                                                                                   | 89,56  | Tomomi Kago Japan                                                                                   | 89,32  |
| Par  | Ryssland Anastasia Jermakova Anastasia Davydova | 92,69  | Japan Tomomi Kago Masako Tachivana                                                                                                | 90,06  | Spanien Tina Fuentes Andrea Fuentes                                                                 | 89,73  |
| Lag  | Ryssland Julija Tjachova Anastasia Davydova Anastasia Jermakova Maria Gromova Jelena Zjuravleva Olga Larkina Valerija Mozgovaja Aleksandra Sjumkova Olesia Karpova* Anastasija Zajtseva* | 91,253 | Japan Maiko Momose Hiromi Kobayashi Saki Hasegawa Hinako Kubo Yumiko Ishiguro Tomomi Kago Takako Konishi Masako Tachibana Ai Aoki | 89,459 | Kina He Ya Zhang Ying Jiang Tingting Niu Yuchan Wu Man He Xiaochu Wang Na Jiang Wenwen* Pan Yajing* | 89,287 |

* Reserv
1. ↑  Deltog endast i kvalet

## Medaljtabell
| Nr                  | Nation              | Guld | Silver | Brons | Totalt |
| ------------------- | ------------------- | ---- | ------ | ----- | ------ |
| 1                   | Ryssland (RUS)      | 3    | 0      | 0     | 3      |
| 2                   | Japan (JPN)         | 0    | 2      | 1     | 3      |
| 3                   | Kanada (CAN)        | 0    | 1      | 0     | 1      |
| 4                   | Kina (CHN)          | 0    | 0      | 1     | 1      |
| 4                   | Spanien (ESP)       | 0    | 0      | 1     | 1      |
| Totalt (5 nationer) | Totalt (5 nationer) | 3    | 3      | 3     | 9      |

## Deltagande nationer
- Australien
- Brasilien
- Chile
- Colombia
- Dominikanska republiken
- Egypten
- Frankrike
- Grekland
- Israel
- Italien
- Japan
- Jugoslavien
- Kanada
- Kazakstan
- Kina
- Mexiko
- Nederländerna
- Puerto Rico
- Ryssland
- Schweiz
- Slovakien
- Spanien
- Storbritannien
- Sydafrika
- Sydkorea
- Tyskland
- Ukraina
- USA